# Третье мая 1808 года в Мадриде
«Третье мая 1808 года в Мадриде» (исп. El tres de mayo de 1808 en Madrid, вариант перевода — «Расстрел повстанцев в ночь на 3 мая 1808 года»)  — историческое полотно Франсиско Гойи, написанное в 1814 году и выставленное в мадридском музее Прадо. 
На картине запечатлено начало освободительной борьбы испанцев против французских оккупантов, а именно сцена расстрела испанских повстанцев оккупационными французскими войсками в ночь на 3 мая 1808 года.
Испанские повстанцы и французские солдаты изображены Гойей как две противостоящие друг другу группы: несколько безоружных мадридских ремесленников и шеренга военных с поднятыми ружьями. Лица и позы испанцев прописаны Гойей довольно чётко (патриотизм, отвага, злость, бесстрашие и пр.), в то время как французские солдаты прописаны бегло и как бы сливаются в одну безликую массу.

## Описание
Картина описывает события, происходившие ранним утром после восстания. Сцена сосредоточена на двух группах людей: одна состоит из организованной расстрельной команды, другая — группа пленников, удерживаемых под прицелом винтовок. По словам Кеннета Кларка, «гениальным ходом Гойя противопоставил позиции солдат и ровную линию их винтовок с беспорядочностью и неровностью их цели».  Яркий свет от квадратного фонаря, расположенного между группами, подчеркивает драматизм сцены, освещая особенно скрюченных жертв слева, в том числе молящегося монаха или монахиню. Справа и в центре холста в очереди на расстрел стоят другие осужденные. Центральной фигурой является ярко освещенный человек, стоящий на коленях среди окровавленных тел уже казненных. Его простая белая рубашка и загорелое лицо показывают, что он простой чернорабочий.